# Municipio de Tippecanoe (condado de Marshall)
El municipio de Tippecanoe (en inglés: Tippecanoe Township) es un municipio ubicado en el condado de Marshall en el estado estadounidense de Indiana. En el año 2010 tenía una población de 1313 habitantes y una densidad poblacional de 14,16 personas por km².

## Geografía
El municipio de Tippecanoe se encuentra ubicado en las coordenadas 41°13′11″N 86°6′11″O / 41.21972, -86.10306. Según la Oficina del Censo de los Estados Unidos, el municipio tiene una superficie total de 92.71 km², de la cual 92,59 km² corresponden a tierra firme y (0,14 %) 0,13 km² es agua.

## Demografía
Según el censo de 2010, había 1313 personas residiendo en el municipio de Tippecanoe. La densidad de población era de 14,16 hab./km². De los 1313 habitantes, el municipio de Tippecanoe estaba compuesto por el 96,88 % blancos, el 0,46 % eran afroamericanos, el 0,3 % eran amerindios, el 0,61 % eran asiáticos, el 0,3 % eran de otras razas y el 1,45 % eran de una mezcla de razas. Del total de la población el 2,21 % eran hispanos o latinos de cualquier raza.